# Cursa Tirreno-Adriatico 2016
Cursa Tirreno-Adriatico 2016 a fost a 51-a ediție a Cursei Tirreno-Adriatico care s-a desfășurat în perioada 9-15 martie 2016.

## Traseu
Traseul pentru cursa Tirreno-Adriatico 2016 a fost anunțat în decembrie 2015, în Camaiore, acolo unde începe cursa. [2] Prima etapă este de 22,7 kilometri, o etapă de contratimp pe echipe pe coasta. Cea de a doua - și prima etapă pe șosea - se termina cu o urcare scurtă, potrivită pentru concurenții de curse clasice. A treia și a patra etapă se încheie pe plat favorizând sprinteri. Cea de a cincea etapă este etapa regină a cursei: ea are cinci cățărări clasificate, terminând cu cei 13 km de urcare pe Monte San Vicino. A șasea etapă se potrivește din nou sprinterilor. Cursa se va termina în San Benedetto del Tronto pentru al 50-lea an consecutiv cu un contra cronometru individual de 10.1 km 
| Etapa | Dată   | Start – Sosire                                      | type                  | Distanță (km) | Câștigător                | Liderul global    |
| ----- | ------ | --------------------------------------------------- | --------------------- | ------------- | ------------------------- | ----------------- |
| 1     | 9 mar  | Lido di Camaiore – Lido di Camaiore                 | contratimp pe echipe  | 22,7          | BMC Racing Team           | Daniel Oss        |
| 2     | 10 mar | Camaiore – Pomarance                                | etapă valonată        | 207           | Zdeněk Štybar             | Zdeněk Štybar     |
| 3     | 11 mar | Castelnuovo di Val di Cecina – Montalto di Castro   | etapă de plat         | 176           | Fernando Gaviria          | Zdeněk Štybar     |
| 4     | 12 mar | Montalto di Castro – Foligno                        | etapă valonată        | 222           | Steve Cummings            | Zdeněk Štybar     |
| 5     | 13 mar | Foligno – Monte San Vicino                          | etapă de munte        | 178           | cancellation of the stage | Zdeněk Štybar     |
| 6     | 14 mar | Castelraimondo – Cepagatti                          | etapă valonată        | 210           | Greg Van Avermaet         | Greg Van Avermaet |
| 7     | 15 mar | San Benedetto del Tronto – San Benedetto del Tronto | contratimp individual | 10,1          | Fabian Cancellara         | Greg Van Avermaet |

## Echipe participante
Cum Tirreno-Adriatico este un eveniment din cadrul Circuitului mondial UCI 2016, toate cele 18 echipe UCI au fost invitate automat și obligate să aibă o echipă în cursă. Cinci echipe profesioniste continentale au primit wildcard. 

### Echipe UCI World
| - Ag2r-La Mondiale - Astana - BMC Racing Team - Etixx-Quick Step - FDJ - IAM Cycling - Lampre-Merida - Lotto Soudal - Movistar | - Orica-GreenEDGE - Cannondale-Garmin - Giant-Alpecin - Team Katusha - LottoNL–Jumbo - Dimension Data - Team Sky - Tinkoff-Saxo - Trek-Segafredo |  |

### Echipe continentale profesioniste UCI
| - Androni Giocattoli–Sidermec - Bardiani–CSF - Bora–Argon 18 | - Caja Rural–Seguros RGA - CCC–Sprandi–Polkowice |  |

## Etape

### Etapa 1
9 martie - Camaiore, 22,7km
| Loc | Echipă           | Timp   |
| --- | ---------------- | ------ |
| 1   | BMC Racing Team  | 23'55" |
| 2   | Etixx-Quick Step | +2"    |
| 3   | FDJ              | +9"    |
| 4   | Tinkoff-Saxo     | +11"   |
| 5   | IAM Cycling      | +12"   |
| 6   | Astana           | +15"   |
| 7   | Trek-Segafredo   | +17"   |
| 8   | Team Sky         | +21"   |
| 9   | Orica-GreenEDGE  | +25"   |
| 10  | Movistar         | +29"   |

| Loc | Concurent          | Echipă           | Timp   |
| --- | ------------------ | ---------------- | ------ |
| 1   | Daniel Oss         | BMC Racing Team  | 23'55" |
| 2   | Tejay Van Garderen | BMC Racing Team  | +0"    |
| 3   | Greg Van Avermaet  | BMC Racing Team  | +0"    |
| 4   | Taylor Phinney     | BMC Racing Team  | +0"    |
| 5   | Manuel Quinziato   | BMC Racing Team  | +0"    |
| 6   | Damiano Caruso     | BMC Racing Team  | +0"    |
| 7   | Gianluca Brambilla | Etixx-Quick Step | +2"    |
| 8   | Yves Lampaert      | Etixx-Quick Step | +2"    |
| 9   | Bob Jungels        | Etixx-Quick Step | +2"    |
| 10  | Zdenek Stybar      | Etixx-Quick Step | +2"    |

### Etapa a 2-a
10 martie - Camaiore - Pomarance, 207km
| Loc | Concurent            | Echipă            | Timp     |
| --- | -------------------- | ----------------- | -------- |
| 1   | Zdenek Stybar        | Etixx-Quick Step  | 5h10'03" |
| 2   | Peter Sagan          | Tinkoff-Saxo      | +1"      |
| 3   | Edvald Boasson Hagen | Dimension Data    | +1"      |
| 4   | Simon Clarke         | Cannondale-Garmin | +1"      |
| 5   | Alejandro Valverde   | Movistar          | +1"      |
| 6   | Vincenzo Nibali      | Astana            | +1"      |
| 7   | Greg Van Avermaet    | BMC Racing Team   | +1"      |
| 8   | Tiesj Benoot         | Lotto Soudal      | +1"      |
| 9   | Michal Kwiatkowski   | Team Sky          | +1"      |
| 10  | Gianluca Brambilla   | Etixx-Quick Step  | +1"      |

| Loc | Concurent             | Echipă           | Timp     |
| --- | --------------------- | ---------------- | -------- |
| 1   | Zdenek Stybar         | Etixx-Quick Step | 5h33'50" |
| 2   | Greg Van Avermaet     | BMC Racing Team  | +9"      |
| 3   | Tejay Van Garderen    | BMC Racing Team  | +9"      |
| 4   | Damiano Caruso        | BMC Racing Team  | +9"      |
| 5   | Daniel Oss            | BMC Racing Team  | +9"      |
| 6   | Gianluca Brambilla    | Etixx-Quick Step | +11"     |
| 7   | Bob Jungels           | Etixx-Quick Step | +11"     |
| 8   | Peter Sagan           | Tinkoff-Saxo     | +14"     |
| 9   | Thibaut Pinot         | FDJ              | +18"     |
| 10  | Sebastien Reichenbach | FDJ              | +18"     |

### Etapa a 3-a
11 martie - Castelnuovo di Val di Cecina - Montalto di Castro, 176km
| Loc | Concurent        | Echipă           | Timp     |
| --- | ---------------- | ---------------- | -------- |
| 1   | Fernando Gaviria | Etixx-Quick Step | 4h17'28" |
| 2   | Caleb Ewan       | Orica–GreenEDGE  | +0"      |
| 3   | Elia Viviani     | Team Sky         | +0"      |
| 4   | Peter Sagan      | Tinkoff-Saxo     | +0"      |
| 5   | Leigh Howard     | IAM Cycling      | +0"      |
| 6   | Giacomo Nizzolo  | Trek-Segafredo   | +0"      |
| 7   | Zico Waeytens    | Giant-Alpecin    | +0"      |
| 8   | Sacha Modolo     | Lampre-Merida    | +0"      |
| 9   | Moreno Hofland   | LottoNL-Jumbo    | +0"      |
| 10  | Nikias Arndt     | Giant-Alpecin    | +0"      |

| Loc | Concurent             | Echipă           | Timp     |
| --- | --------------------- | ---------------- | -------- |
| 1   | Zdenek Stybar         | Etixx-Quick Step | 9h51'18" |
| 2   | Damiano Caruso        | BMC Racing Team  | +9"      |
| 3   | Daniel Oss            | BMC Racing Team  | +9"      |
| 4   | Tejay Van Garderen    | BMC Racing Team  | +9"      |
| 5   | Greg Van Avermaet     | BMC Racing Team  | +9"      |
| 6   | Gianluca Brambilla    | Etixx-Quick Step | +11"     |
| 7   | Bob Jungels           | Etixx-Quick Step | +11"     |
| 8   | Peter Sagan           | Tinkoff-Saxo     | +14"     |
| 9   | Thibaut Pinot         | FDJ              | +18"     |
| 10  | Sebastien Reichenbach | FDJ              | +18"     |

### Etapa a 4-a
12 martie - Montalto di Castro - Foligno, 222km
| Loc | Concurent         | Echipă           | Timp     |
| --- | ----------------- | ---------------- | -------- |
| 1   | Steve Cummings    | Dimension Data   | 6h04'49" |
| 2   | Salvatore Puccio  | Team Sky         | +13"     |
| 3   | Natnael Berhane   | Dimension Data   | +13"     |
| 4   | Daniel Moreno     | Movistar         | +13"     |
| 5   | Jan Bakelants     | Ag2r-La Mondiale | +0"      |
| 6   | Matteo Montaguti  | Ag2r-La Mondiale | +16"     |
| 7   | Peter Sagan       | Tinkoff-Saxo     | +25"     |
| 8   | Greg Van Avermaet | BMC Racing Team  | +25"     |
| 9   | Tiesj Benoot      | Lotto Soudal     | +25"     |
| 10  | Zdenek Stybar     | Etixx–Quick-Step | +25"     |

| Loc | Concurent             | Echipă           | Timp      |
| --- | --------------------- | ---------------- | --------- |
| 1   | Zdenek Stybar         | Etixx-Quick Step | 15h56'07" |
| 2   | Damiano Caruso        | BMC Racing Team  | +9"       |
| 3   | Tejay Van Garderen    | BMC Racing Team  | +9"       |
| 4   | Greg Van Avermaet     | BMC Racing Team  | +9"       |
| 5   | Bob Jungels           | Etixx-Quick Step | +11"      |
| 6   | Gianluca Brambilla    | Etixx-Quick Step | +11"      |
| 7   | Peter Sagan           | Tinkoff-Saxo     | +14"      |
| 8   | Thibaut Pinot         | FDJ              | +18"      |
| 9   | Sebastien Reichenbach | FDJ              | +18"      |
| 10  | Roman Kreuziger       | Tinkoff-Saxo     | +20"      |

### Etapa a 5-a
13 martie - Foligno - Monte San Vicino, 178km
Etapa a fost anulată din cauza căderilor de zăpadă

### Etapa a 6-a
14 martie - Castelraimondo - Cepagatti, 210km
| Loc | Concurent          | Echipă           | Timp     |
| --- | ------------------ | ---------------- | -------- |
| 1   | Greg Van Avermaet  | BMC Racing Team  | 4h34'14" |
| 2   | Peter Sagan        | Tinkoff-Saxo     | +0"      |
| 3   | Michał Kwiatkowski | Team Sky         | +2"      |
| 4   | Zdenek Stybar      | Etixx-Quick Step | +4"      |
| 5   | Caleb Ewan         | Orica–GreenEDGE  | +7"      |
| 6   | Alejandro Valverde | Movistar         | +7"      |
| 7   | Sacha Modolo       | Lampre–Merida    | +7"      |
| 8   | Jürgen Roelandts   | Lotto Soudal     | +7"      |
| 9   | Sonny Colbrelli    | Bardiani–CSF     | +7"      |
| 10  | Moreno Hofland     | LottoNL-Jumbo    | +7"      |

| Loc | Concurent             | Echipă           | Timp      |
| --- | --------------------- | ---------------- | --------- |
| 1   | Greg Van Avermaet     | BMC Racing Team  | 20h30'43" |
| 2   | Zdenek Stybar         | Etixx-Quick Step | +7"       |
| 3   | Peter Sagan           | Tinkoff-Saxo     | +8"       |
| 4   | Bob Jungels           | Etixx-Quick Step | +21"      |
| 5   | Gianluca Brambilla    | Etixx-Quick Step | +21"      |
| 6   | Thibaut Pinot         | FDJ              | +28"      |
| 7   | Sebastien Reichenbach | FDJ              | +28"      |
| 8   | Roman Kreuziger       | Tinkoff-Saxo     | +30"      |
| 9   | Michał Kwiatkowski    | Team Sky         | +31"      |
| 10  | Vincenzo Nibali       | Astana           | +34"      |

### Etapa a 7-a
15 martie - San Benedetto del Tronto, 10,1km
| Loc | Concurent            | Echipă           | Timp   |
| --- | -------------------- | ---------------- | ------ |
| 1   | Fabian Cancellara    | Trek-Segafredo   | 11'08" |
| 2   | Johan Le Bon         | FDJ              | +13"   |
| 3   | Tony Martin          | Etixx-Quick Step | +15"   |
| 4   | Alex Dowsett         | Movistar         | +15"   |
| 5   | Thomas Leezer        | LottoNL–Jumbo    | +16"   |
| 6   | Maciej Bodnar        | Tinkoff-Saxo     | +17"   |
| 7   | Alexandre Geniez     | FDJ              | +18"   |
| 8   | Edvald Boasson Hagen | Dimension Data   | +19"   |
| 9   | Vasili Kirienka      | Team Sky         | +20"   |
| 10  | Damiano Carusso      | BMC RACING TEAM  | +22"   |

| Loc | Concurent             | Echipă           | Timp      |
| --- | --------------------- | ---------------- | --------- |
| 1   | Greg Van Avermaet     | BMC Racing Team  | 20h42'22" |
| 2   | Peter Sagan           | Tinkoff-Saxo     | +1"       |
| 3   | Bob Jungels           | Etixx-Quick Step | +23"      |
| 4   | Sebastien Reichenbach | FDJ              | +241"     |
| 5   | Thibaut Pinot         | FDJ              | +24"      |
| 6   | Vincenzo Nibali       | Astana           | +29"      |
| 7   | Zdenek Stybar         | Etixx-Quick Step | +33"      |
| 8   | Michał Kwiatkowski    | Team Sky         | +39"      |
| 9   | Bauke Mollema         | Trek-Segafredo   | +39"      |
| 10  | Roman Kreuziger       | Tinkoff-Saxo     | +45"      |

## Legături externe
- en it Site web oficial
- Cursa Tirreno-Adriatico 2016 – ProCyclingStats